# Jerry Jost
Gerald Gordon „Jerry“ Jost (* 5. Oktober 1929 in Detroit, Michigan; † 30. Dezember 2014 in Wenatchee, Washington) war ein US-amerikanischer Tontechniker beim Hollywoodfilm der 1970er bis 1990er Jahre.

## Leben und Wirken
Gerald G. Jost kam in jungen Jahren nach Los Angeles und fand nach seiner elektrotechnischen Ausbildung zunächst einen Job als Tontechnikerassistent bei kleinen Filmproduktionsfirmen. Erst mit 40 Jahren stieg er zum Cheftontechniker auf, band sich zunächst jedoch an keine Firma fest, sondern war als Tonmischer wie als Tontechniker für kleine Gesellschaften ebenso wie für Major Companies vom Schlage MGM, Paramount Pictures und Twentieth Century Fox tätig.
In seinen lediglich rund 20 Berufsjahren als Cheftontechniker betreute Jerry Jost überwiegend A-Produktionen, darunter zahlreiche Komödien, zuletzt mehrfach aus der Hand von Blake Edwards. Für seine Tonleistung bei dem Tänzerin-Drama Am Wendepunkt erhielten er und seine Kollegen Theodore Soderberg, Paul Wells und Douglas O. Williams 1978 eine Oscar-Nominierung. 1991 zog sich Gerald G. Jost von seiner Filmtätigkeit zurück und ließ sich im US-Bundesstaat Washington nieder.

## Filmografie (Auswahl)
- 1970: Rache aus dem Knast (Zig Zag)
- 1970: Machenschaften (WUSA)
- 1970: Alex im Wunderland (Alex in Wonderland)
- 1970: Sex-Lehrer-Report (Pretty Maids All in a Row)
- 1971: Killersatelliten (Earth II)
- 1971: Eddies Vater (The Courtship of Eddie’s Father) (TV-Serie)
- 1972: Melinda
- 1972: Rabbits (Night of the Lepus)
- 1973: Bis die Gänsehaut erstarrt (Wicked, Wicked)
- 1973: Massenmord in San Francisco (The Laughing Policeman)
- 1973–74: Hawkins (TV-Serie)
- 1974: Nachtmahr (Nightmare Honeymoon)
- 1974: Winter Kill (Fernsehfilm)
- 1974: Was nützt dem toten Hund ein Beefsteak? (Mr. Ricco)
- 1975: Feuerkäfer (Bug)
- 1975: Die Sunny Boys (The Sunshine Boys)
- 1975: Eine Leiche zum Dessert (Murder by Death)
- 1976: Flucht ins 23. Jahrhundert (Logan’s Run)
- 1976: Alle entführen Victoria (Find the Lady)
- 1976: Am Wendepunkt (The Turning Point)
- 1976: Des Teufels Saat (Demon Seed)
- 1977: Der Untermieter (The Goodbye Girl)
- 1977: Unternehmen Capricorn (Capricorn One)
- 1978: Schmiere (Grease)
- 1978: Flucht in die Zukunft (Time After Time)
- 1979: Der Champ (The Champ)
- 1979: Ich, Tom Horn (Tom Horn)
- 1980: Hotel zur Hölle (Motel Hell)
- 1980: Deine Lippen, deine Augen (Those Lips, Those Eyes)
- 1981: Straße der Ölsardinen (Cannery Row)
- 1982: Hart aber herzlich (Hart to Hart, Fernsehserie, Folge 3x17 Russisches Ballett)
- 1982: Ein Draufgänger in New York (My Favorite Year)
- 1983: Ein Richter sieht rot (The Star Chamber)
- 1983: Bitte nicht heute Nacht (Unfaithfully Years)
- 1983: Die Zeit verrinnt, die Navy ruft (Racing With the Moon)
- 1984: Die Aufsässigen (Teachers)
- 1984: Micki & Maude
- 1984: Angriff ist die beste Verteidigung (Best Defense)
- 1985: Psycho III
- 1986: Jumpin’ Jack Flash
- 1986: Ärger, nichts als Ärger (A Fine Mess)
- 1987: Nichts als Ärger mit dem Typ (Outrageous Fortune)
- 1987: Little Nikita
- 1987: Sunset – Dämmerung in Hollywood (Sunset)
- 1988: Meine Stiefmutter ist ein Alien (My Stepmother is an Alien)
- 1988: Skin Deep – Männer haben’s auch nicht leicht (Skin Deep)
- 1989: Downtown
- 1990: Switch – Die Frau im Manne (Switch)
- 1991: Schatten der Vergangenheit (Dead Again)